# Rezerwat przyrody Sine Wiry
Rezerwat przyrody Sine Wiry – rezerwat przyrody położony na terenie gmin Cisna i Solina (powiat leski) oraz Czarna (powiat bieszczadzki), w województwie podkarpackim. Jest zlokalizowany w granicach Ciśniańsko-Wetlińskiego Parku Krajobrazowego, na terenie nadleśnictw Cisna i Baligród. Został utworzony zarządzeniem Ministra Ochrony Środowiska i Zasobów Naturalnych z dnia 29 grudnia 1987 r.
- numer według rejestru wojewódzkiego: 31
- powierzchnia: 444,50 ha[1] (akt powołujący podawał 450,49 ha)
- dokument powołujący: M.P. 1988.5.47
- rodzaj rezerwatu: krajobrazowy[1]

- typ rezerwatu – krajobrazów

- podtyp rezerwatu – krajobrazów naturalnych

- typ ekosystemu – leśny i borowy

- podtyp ekosystemu – lasów górskich i podgórskich

- przedmiot ochrony (według aktu powołującego): przełomowy odcinek rzeki Wetliny wraz z otaczającym ją zespołem leśnym, z fragmentami starodrzewu bukowo-jodłowego[1]

Rezerwat obejmuje 7-kilometrowy fragment przełomowej doliny Wetliny i Solinki z układem siedlisk roślinnych o zróżnicowanych gradientach wilgotności i żyzności. Występują tu bardzo bogate zbiorowiska leśne: grąd typowy Tilio-Carpinetum, buczyna karpacka, olszynka karpacka, kwaśna buczyna górska, jaworzyna górska z języcznikiem, żyzna jedlina, olszynka bagienna. W rezerwacie znajdują się liczne stanowiska roślin i ostoi zwierząt, będące efektem specyficznego położenia i urozmaiconej rzeźby terenu. Spośród około 350 występujących w obrębie rezerwatu gatunków roślin naczyniowych, na szczególną uwagę zasługują: tojad wschodniokarpacki (Aconitum lasiocarpum), buławnik mieczolistny (Cephalanthera longifolia) oraz buławnik wielkokwiatowy (Cephalanthera damasonium), zamieszczone w Polskiej Czerwonej Księdze Roślin.
We wrześniu 1980 roku osunęło się zbocze Połomy tarasując rzekę Wetlinę, w wyniku czego powstało jeziorko, zwane Szmaragdowym, mające w 1987 roku 280 metrów długości i 20-45 metrów szerokości. W 1992 roku zmalało do 70 m. Z biegiem lat uległo zamuleniu i obecnie praktycznie nie istnieje – pozostała po nim szeroka kamienista plaża.
Na terenie rezerwatu utworzono dwie ścieżki przyrodnicze.